# 中野明 (作家)
中野 明（なかの あきら、1962年5月17日 - ）は、日本のノンフィクション作家。情報通信、経済経営、歴史民俗の分野に著作がある。
滋賀県生まれ。1985年、立命館大学文学部哲学科卒業。関西学院大学、同志社大学非常勤講師などを務めた。

## 著書
- 『マック企画大全 ホワイトカラーの仕事革命』（日経BP社、1996年）
- 『プロが教えるOffice 98スーパーテクニック』（日経BP社、1998年）
- 『書くためのパソコン』（PHP新書、2000年）
- 『ブロードバンド社会がやってくる! 衝撃の超高速インターネット』（PHP研究所、2000年）
- 『よくわかるブロードバンドの意味と仕組み』（秀和システム(図解入門)、2001年）
- 『よくわかる最新情報通信と放送の基本と仕組み』（秀和システム(図解入門)、2002年）
- 『論理的に思考する技術 みるみる企画力が高まる「アウトライン発想法」』（PHP文庫、2003年）
- 『腕木通信 ナポレオンが見たインターネットの夜明け』（朝日選書、2003年）
- 『実践ワークショップPowerPointでつくる企画書作法』（秀和システム、2003年）
- 『サムライ、ITに遭う 幕末通信事始』（NTT出版、2004年）
- 『オレがやらな誰がやる 大震災・通信復旧の現場』（NTT出版、2005年）
- 『マイケル.E.ポーターの「競争の戦略」がわかる本』（秀和システム、2005年）
- 『最新放送業界の動向とカラクリがよ～くわかる本』（秀和システム(図解入門業界研究)、2005年）
- 『今日から即使えるビジネス戦略50』（朝日新聞社、2005年）
- 『エリヤフ・ゴールドラットの「制約理論」がわかる本』（秀和システム、2006年）
- 『今日から即使えるマーケティング戦略50』（朝日新聞社、2006年）
- 『ピーター・ドラッカーの「事業戦略論」がわかる本』（秀和システム、2006年）
- 『ピーター・ドラッカーの「マネジメント論」がわかる本』（秀和システム、2006年）
- 『ピーター・ドラッカーの「自己実現論」がわかる本』（秀和システム、2006年）
- 『トヨタ方式の基本がわかる本』（秀和システム、2006年）
- 『チャン・キムとモボルニュのブルー・オーシャン戦略がわかる本』（秀和システム、2006年）
- 『ドラッカーが描く未来社会 知の巨人が予測した21世紀の諸相とは?』（秀和システム、2006年）
- 『今日から即使えるビジネス発想術50』（朝日新聞社、2007年）
- 『最新インターネット業界のカラクリがよくわかる本』（秀和システム(図解入門業界研究)、2007年）
- 『なぜ、31歳でアイツが部長になれたのか? ドラッカー流・自分マネジメント術 成果を上げ続けるための7つの習慣と49のコツ』（ソシム　ビジパブ、2007年）
- 『最新通信業界の動向とカラクリがよくわかる本』（秀和システム(図解入門業界研究)、2008年）
- 『ピーター・ドラッカーの「イノベーション論」がわかる本』（秀和システム、2008年）
- 『クレイトン・クリステンセンの「破壊的イノベーション論」がわかる本』（秀和システム、2008年）
- 『ジェフリー・ムーアの「キャズム理論」がわかる本』（秀和システム、2008年）
- 『低コストで実現する情報セキュリティマネジメント』（オーム社、2008年）
- 『早わかりビジネス理論』（PHPビジネス新書、2008年）
- 『最新コンテンツ業界の動向とカラクリがよくわかる本』（秀和システム(図解入門業界研究)、2008年）
- 『社会人になったら読む決算書のきょうか書』（秀和システム、2009年）
- 『「ブルー・オーシャン戦略」実践ワークブック』（秀和システム、2009年）
- 『ポーターの「競争の戦略」実践ワークブック』（秀和システム、2009年）
- 『ケインズの経済学がよくわかる本』（秀和システム、2009年）
- 『シュンペーターの経済学がよくわかる本』（秀和システム、2009年）
- 『Excelで学ぶランチェスター戦略』（オーム社、2009年）
- 『バランス・スコアカード実践ワークブック』（秀和システム、2009年）
- 『ロジカル・シンキング実践ワークブック』（秀和システム、2009年）
- 『日本人の経営魂 時代の断絶と闘ったサムライたち』（学研パブリッシング、2009年）
- 『クリティカル・シンキング実践ワークブック』（秀和システム、2009年）
- 『岩崎弥太郎「三菱」の企業論 ニッポン株式会社の原点』（朝日新聞出版、2010年）
- 『裸はいつから恥ずかしくなったか ―日本人の羞恥心』（新潮社（新潮選書）、2010年）
  - 『裸はいつから恥ずかしくなったか ―「裸体」の日本近代史』（筑摩書房（ちくま文庫）、2016年）
- 『戦略的ゲーム理論実践ワークブック』（秀和システム、2010年）
- 『ドラッカー流最強の勉強法』（祥伝社新書、2010年）
- 『今日から即使えるドラッカーのマネジメント思考』（朝日新聞出版、2010年）
- 『Excelで学ぶゲーム理論』（オーム社、2010年）
- 『最新情報ビジネス用語がひと目でわかる本 イラスト図解』（秀和システム、2010年）
- 『今日から即使える最強ビジネス戦略51』（朝日新聞出版、2010年）
- 『17歳からのドラッカー』（学研パブリッシング、2011年）
- 『20代からの「教えて!ドラッカー」 仕事で成果を上げる「自分マネジメント術」』（PHP文庫、2011年）
- 『今日から即使えるコトラーのマーケティング戦略54』（朝日新聞出版、2011年）
- 『「超ドラッカー級」の巨人たち カリスマ経営思想家入門 』（中公新書ラクレ、2011年）
- 『知識ゼロからのドラッカー流仕事術』（幻冬舎、2011年）
- 『人には聞けない!経済用語100』（学研パブリッシング、2011年）
- 『「A4一枚」できる人のビジネス文書テクニック』（日経BP社、2011年）
- 『今日から即使える孫子の兵法 ビジネスに勝つ最強セオリー』（朝日新聞出版、2011年）
- 『今日から即使えるマイケル・ポーターの競争戦略54』（朝日新聞出版、2011年）
- 『今日から即使える知らないと恥をかく必須ビジネス書101冊』（朝日新聞出版、2011年）
- 『図解で身につく!ポーターの「競争の戦略」』（中経の文庫、2011年）
- 『悩める人の戦略的人生論』（祥伝社新書、2012年）
- 『カーネル・サンダースの教え 人生は何度でも勝負できる!』（朝日新聞出版、2012年）
- 『図解30分でスッキリわかる経済用語100 なんだ、そうだったのか!』（学研パブリッシング、2012年）
- 『「論理思考」の基本が身につく本 ポケット図解』（秀和システム、2013年）
- 『グローブトロッター 世界漫遊家が歩いた明治ニッポン』（朝日新聞出版、2013年）
  - 『世界漫遊家が歩いた明治ニッポン: 忘れられた日本の姿』（筑摩書房（ちくま文庫）、2016年）
- 『物語財閥の歴史』（祥伝社新書、2014年）
- 『勇気の心理学アルフレッド・アドラーが1時間でわかる本 超図解』（学研パブリッシング、2014年）
- 『アドラー一歩踏み出す勇気』（SB新書、2014年）
- 『超図解7つの習慣基本と活用法が1時間でわかる本』（学研パブリッシング、2015年）
- 『幻の五大美術館と明治の実業家たち』（祥伝社新書、2015年）
- 『一番やさしいピケティ「超」入門  『21世紀の資本』と「格差社会」を今日から語れる本』（学研パブリッシング、2015年）
- 『ナナメ読み日本文化論 名著25冊で読み解く日本人のアイデンティティ』監修：大久保喬樹（朝日新聞出版、2015年）
- 『戦後日本の首相 経済と安全保障で読む』（祥伝社新書、2015年）
- 『アドラー心理学による「強み」のマネジメント アドラーとドラッカーの共通点とは何か』（アルテ、星雲社(発売)、2015年）
- 『超図解「デザイン思考」でゼロから1をつくり出す』（学研プラス、2015年）
- 『アドラー心理学による「やる気」のマネジメント モチベーションを高める7つの手法』（アルテ、星雲社 (発売)、2015年）
- 『東京大学第二工学部 なぜ、9年間で消えたのか』（祥伝社新書、2015年）
- 『IT全史 情報技術の250年を読む』（祥伝社、2017年／祥伝社黄金文庫、2020年）
- 『流出した日本美術の至宝』（筑摩書房（筑摩選書）、2018年）
- 『日本美術の冒険者　チャールズ・ラング・フリーアの生涯』（日本経済新聞出版、2021年）

## 共著
- 『よくわかる最新ISMS(情報セキュリティマネジメントシステム)の基本と仕組み』共著：メディアデザイン（秀和システム(図解入門)、2002年）
- 『よくわかる最新ISMS ver.2の基本と仕組み コミュニケーションデザインネットワーク』（秀和システム(図解入門)、2003年）
- 『個人情報保護法対策がよ～くわかる本 コミュニケーションデザインネットワークス』（秀和システム(図解入門ビジネス)、2004年）
- 『最新広告業界の動向とカラクリがよ～くわかる本』共著：蔵本賢、林孝憲（秀和システム(図解入門業界研究)、2005年）